# Fannia atripes
Fannia atripes är en tvåvingeart som beskrevs av Stein 1916. Fannia atripes ingår i släktet Fannia och familjen takdansflugor. Arten är reproducerande i Sverige. Inga underarter finns listade i Catalogue of Life.